# Hormilleja
Hormilleja est une commune de la communauté autonome de La Rioja, en Espagne.

## Histoire
En 1785, Hormilleja faisait partie de la Junta de Valpierre qui réunissait quinze villages, à l'époque dans la province de Burgos.

## Démographie
| 1900 | 1910 | 1920 | 1930 | 1940 | 1950 | 1960 | 1970 | 1981 |
| ---- | ---- | ---- | ---- | ---- | ---- | ---- | ---- | ---- |
| 372  | 326  | 319  | 318  | 380  | 384  | 362  | 309  | 234  |

| 1991 | 2001 | 2011 | - | - | - | - | - | - |
| ---- | ---- | ---- | - | - | - | - | - | - |
| 195  | 171  | 163  | - | - | - | - | - | - |

## Administration

### Conseil municipal
La ville de Hormilleja comptait 133 habitants aux élections municipales du 26 mai 2019. Son conseil municipal (en espagnol : Pleno del Ayuntamiento) se compose donc de 4 élus.
| Parti | Parti                                    | Voix | %       | Élus  |
| ----- | ---------------------------------------- | ---- | ------- | ----- |
|       | Partido Riojano (PR+)                    | 59   | 62,77 % | 2 / 4 |
|       | Parti socialiste ouvrier espagnol (PSOE) | 36   | 37,23 % | 2 / 4 |

### Liste des maires
| Mandat    | Maire | Maire                          | Parti |
| --------- | ----- | ------------------------------ | ----- |
| 1979-1983 |       | Fernando Ábalos Ojeda          | UCD   |
| 1979-1983 |       | Julio Ayala Martínez           | UCD   |
| 1983-1987 |       | José Luis Ábalos Victoriano    | CDS   |
| 1987-1991 |       | ?                              | PSOE  |
| 1991-1995 |       | Jesús Santiago Martínez Ábalos | PR    |
| 1995-1999 |       | Ricardo Ayala Calvo            | PP    |
| 1999-2003 |       | Izaskun Mintegui Rubin         | PR    |
| 2003-2007 |       | Jesús Santiago Martínez Ábalos | PSOE  |
| 2007-2011 |       | María Victoria Garrobo Aceña   | PP    |
| 2011-2015 |       | Fernando Varela Treviño        | PR    |
| 2015-2019 |       | Fernando Varela Treviño        | PR    |
| 2019-2023 |       | Fernando Varela Treviño        | PR+   |